# ハイパーターミナル
ハイパーターミナルは、Microsoft Windowsシリーズに搭載されている端末エミュレータの名称である。通信ケーブルを経由して別の端末に接続して作業を行うことができる。
ハイパーターミナルはHilgraeve社の端末エミュレータ製品HyperACCESSのローエンドバージョンである。Windows 95からWindows XPにバンドルされたが、Windows Vista以降のバージョンにはバンドルされていない。